# Sympherobius tessellatus
Sympherobius tessellatus är en insektsart som beskrevs av Nakahara 1915. Sympherobius tessellatus ingår i släktet Sympherobius och familjen florsländor. Inga underarter finns listade i Catalogue of Life.